# Tweede Tovenaarsoorlog
De Tweede Tovenaarsoorlog (Engels: Second Wizarding War) is een fictieve oorlog die wordt beschreven in de Harry Potterboekenreeks van J.K. Rowling.
De Tweede Tovenaarsoorlog verwijst naar het geheel van gebeurtenissen die zich voordeden sinds de herrijzenis van Heer Voldemort. Voldemort en zijn volgelingen, de Dooddoeners, waren wederom in opkomst en probeerden zowel de Toverwereld als de Dreuzelwereld te veroveren, hetgeen tijdens de Eerste Tovenaarsoorlog niet helemaal was gelukt. De belangrijkste einddoelen waren de infiltratie van het Ministerie van Toverkunst en Zweinstein, de verbanning van Dreuzeltelgen uit de Toverwereld, en het doden van Harry Potter. De Tweede Tovenaarsoorlog begon na de herrijzenis van Heer Voldemort en eindigde met diens dood tijdens de Slag om Zweinstein.

## Prelude

### Onzekerheid na de eerste Oorlog
Na de verdwijning van Heer Voldemort kende de toverwereld een rustperiode met herstel, ondanks het feit dat de pijnlijke herinneringen aan de Eerste Tovenaarsoorlog nog vers in het geheugen lagen. Bovendien twijfelde men of Heer Voldemort wel echt helemaal gestorven was, of dat er nog een mogelijkheid was dat hij kon terugkeren. Albus Perkamentus, schoolhoofd van Zweinstein, was de enige persoon die informatie had kunnen bemachtigen van de plek waar Voldemort als schim ondergedoken leefde. In Albanië leefde hij volgens Rubeus Hagrid verder, al was hij volgens hem niet menselijk genoeg om te sterven. Perkamentus wilde op veilig spelen want hij had een vermoeden dat Voldemort ooit terug zou keren en aan krachten zou winnen. Daarom bracht hij Harry Potter, die nog in het puin van zijn ouderlijk huis lag, naar zijn enige (Dreuzel)familie: de Duffelingen. Perkamentus sprak de Fideliusbezwering uit over het huis, dat hierdoor niet bereikt of gezien kon worden door (duistere) tovenaars. De bescherming zou zichzelf opheffen op de dag dat Harry zeventien jaar werd.

### De Steen der Wijzen
Heer Voldemort wachtte tien lange jaren in een bos van Albanië tot een van zijn vroegere volgelingen hem zou komen opzoeken. Hij nam vaak de gedaanten van slangen en andere dieren aan om zich beter te kunnen verplaatsen, maar er kwam een doorbraak in zijn voortbestaan toen Professor Krinkel tijdens zijn avontuurlijke tochten Voldemort tegen het lijf liep. Voldemort wist hem zodanig te manipuleren dat hij er uiteindelijk mee instemde dat de Heer van het Duister permanent zijn lichaam gebruikte. Voldemorts gezicht stond nu op de plaats waar Krinkels achterhoofd was, net zoals een parasiet. Krinkel werd gedwongen om eenhoornbloed te drinken, dat hem sterker kon maken. De echte bedoeling van de "samenwerking" tussen Krinkel en Voldemort was het stelen van de Steen der Wijzen, die in Zweinstein verborgen zou liggen. De Steen maakt de drinker van het Levenselixer, dat ermee gemaakt kan worden, onsterfelijk, iets wat Voldemort voor zichzelf wilde. Professor Krinkel werd aangesteld als leraar Verweer Tegen de Zwarte Kunsten en kon vaak ongehinderd op zoek gaan naar de Steen, zonder dat iemand hem zou verdenken. Krinkel wist zich een weg door alle obstakels te banen die de Steen beschermden, maar zelf kon hij de Steen niet vinden. Toen Harry Potter, Ron Wemel en Hermelien Griffel zijn ware plannen ontdekten, raapten ze hun moed bijeen om hem te stoppen. Dit lukte uiteindelijk en Professor Krinkel stierf. Voldemorts ziel wist echter te ontsnappen. De Steen der Wijzen werd vernietigd om misbruik ervan in de toekomst te voorkomen.

### De Geheime Kamer
Lang vóór Heer Voldemorts val spleet hij zijn ziel in zes verschillende stukken, door Gruzielementen aan te maken. Op deze manier wilde hij een vroegtijdige dood voorkomen, wat hem goed van pas kwam op de avond van zijn val. Doordat Voldemorts ziel over de verschillende Gruzielementen werd verdeeld, kon hij tijdens zijn eerste confrontatie met Harry Potter niet gedood worden: er werd slechts één Gruzielement vernietigd. Een van de Gruzielementen was het dagboek van Marten Vilijn, dat Lucius Malfidus in handen had gekregen met de gedachte dat het enkel ging om een duister voorwerp. Door de mysterieuze krachten van het dagboek werd Ginny Wemel slachtoffer van het stukje ziel dat erin huisde. Marten Vilijn was er bijna in geslaagd om dankzij de heropening van de Geheime Kamer opnieuw een menselijke gedaante aan te nemen. Harry Potter wist het dagboek echter te vernietigen met een giftand van de Basilisk. Hierdoor kon Voldemort opnieuw niet terugkeren en was er alvast één Gruzielement vernietigd. Dit feit zette Perkamentus aan het denken; hij begon te geloven dat Heer Voldemort Gruzielementen gebruikte om onsterfelijk te worden.

## De Tweede Tovenaarsoorlog

### De herrijzenis van Heer Voldemort
In de zomer wordt Berta Kriel, een heks van het Ministerie, tijdens haar vakantie in Albanië gekidnapt door Peter Pippeling. Pippeling heeft zich eerder die zomer terug bij zijn meester aangesloten en werkt nu in opdracht van hem. Kriel wordt door Heer Voldemort, die dankzij het drinken van slangengif een (zij het embryonaal) lichaam had verkregen, ondervraagd over het aankomende Toverschool Toernooi op Zweinstein. Nadat ze cruciale informatie over het Toernooi had prijsgegeven, wordt ze door Voldemort vermoord met de Vloek des Doods. Voldemorts trouwste dienaar, Bartolomeus Krenck Jr., schaart zich niet veel later ook aan zijn zijde en samen bedenken ze een plan, waarin Harry Potter een cruciale rol speelt. Krenck zou de gedaante aannemen van de nieuwe leerkracht Verweer Tegen de Zwarte Kunsten, Alastor Dolleman, en de echte Dolleman gevangen houden. Op die manier kan Krenck Harry laten deelnemen aan het Toernooi door te knoeien met de Vuurbeker. Hij zorgt ervoor dat Harry meedoet aan het gevaarlijke Toverschool Toernooi en helpt hem ongemerkt om het Toernooi naar zijn hand te zetten en te winnen. Op het moment dat Harry in een doolhof de Toverschool Trofee pakt, blijkt dit een Viavia te zijn en komt hij op het kerkhof van Havermouth terecht. Hier worden de beenderen van Marten Vilijn Sr., de hand van Wormstaart en het bloed van Harry gebruikt om een toverdrank te brouwen die Voldemort een nieuw lichaam geeft. Dit is het begin van de Tweede Tovenaarsoorlog.
Na de herrijzenis geven de meesten van de vroegere Dooddoeners gehoor aan de roep van hun meester en Verschijnselen op het kerkhof. Er volgt een duel tussen Voldemort en Harry Potter waarbij geen van beiden lijkt te kunnen winnen, maar Harry wel gemarteld wordt door Voldemort. Hun toverstokken bevatten een identieke kern en hierdoor gebeurt niet wat men zou verwachten bij een duel. In plaats daarvan komen er schimmen van Voldemorts laatste slachtoffers uit de toverstok van Voldemort (Priori Incantatem) die Harry de mogelijkheid geven te ontkomen.

### Het gevecht op het Ministerie
Na Voldemorts terugkeer probeerden enkele van zijn Dooddoeners de profetie van Sybilla Zwamdrift te bemachtigen op het Departement van Mystificatie op het Ministerie van Toverkunst. De twee pogingen om de Profetie te bemachtigen werden verijdeld. Het werd al snel duidelijk dat de Profetie alleen aangeraakt kon worden door de personen waarover de Profetie ging. Voldemort kon moeilijk zelf een poging wagen om binnen te dringen, omdat dat hem in gevaar zou brengen. Dus besloot Voldemort Harry naar het Ministerie te lokken, omdat naast Voldemort zelf, hij de enige is die de Profetie kan aanraken. Voldemort manipuleert Harry's gedachten en laat hem geloven dat zijn peetvader, Sirius Zwarts, wordt gegijzeld in de Hal der Profetieën.
Harry wil koste wat het kost naar het Ministerie reizen om Sirius te bevrijden uit de klauwen van Voldemort. Ron Wemel, Hermelien Griffel, Ginny Wemel, Loena Leeflang en Marcel Lubbermans willen hem vergezellen omdat ze Harry niet in de steek willen laten. Loena stelt voor om op Terzielers naar Londen te vliegen, maar voor Ron, Ginny en Hermelien is dit een vreemde ervaring aangezien ze de wezens niet kunnen zien. Even later arriveren de leden van de SVP aan de ingang van het Ministerie van Toverkunst. Daar komen ze tot de ontdekking dat het Atrium volledig is uitgestorven; zelfs de bewaking is afwezig. Ze nemen de lift naar het Departement van Mystificatie en gaan door de ontgrendelde deur, waarvan Harry meermaals droomde in zijn slaap. In de ronde kamer kiezen ze een willekeurige deur en ze komen terecht in de Hersenkamer, die in verbinding staat met de Kamer des Doods. Hier ontdekken ze de mysterieuze boog met het gordijn, maar ze beseffen al snel dat ze hier niet moeten zijn. Ook de volgende ruimte, de Tijdkamer, lijkt niet de juiste bestemming en ze nemen uiteindelijk de deur naar de juiste ruimte, de Hal der Profetieën. Bij rij 97 ontdekt Harry de glazen bol uit zijn dromen en pakt hem uit het rek. Op dat moment komt hij oog in oog te staan met de Dooddoeners, die hem in een val blijken te hebben gelokt. Lucius Malfidus eist de glazen bol op, maar Harry verzet zich. Samen met de anderen weet hij te vluchten en voor ze het doorhebben breekt er een strijd los op het Departement. Verschillende Dooddoeners worden uitgeschakeld, maar ook Hermelien, Ron en Marcel krijgen het zwaar te verduren.
In de Kamer des Doods valt de Profetie uit Harry's gewaad, wanneer hij Marcel op de stenen banken wil hijsen. Hij valt stuk en een mistige gedaante stijgt op uit de scherven, zegt iets onverstaanbaars om vervolgens weer te verdwijnen. In het strijdgewoel waren enkel Harry en Marcel getuigen van de afgespeelde Profetie, ook al konden ze hem door het lawaai niet horen. Even later arriveren de leden van de Orde van de Feniks in de Kamer en mengen zich in de strijd. Ook Perkamentus verschijnt ten tonele, maar net wanneer de leden van de Orde lijken te winnen van de Dooddoeners, spreekt Bellatrix van Detta een dodelijke spreuk uit over Sirius Zwarts. Hij valt achterover door het zwarte gordijn om vervolgens niet meer tevoorschijn te komen.
Harry begrijpt het niet en achtervolgt de vluchtende Bellatrix in extreme woede. In het Atrium gebruikt Harry een Onvergeeflijke Vloek om zich te wreken op Bellatrix, maar deze is niet krachtig genoeg om haar te doen lijden. De strijd tussen de twee gaat verder, maar plots krijgt de Dooddoener versterking van Voldemort, die uit het niets is verschenen. Door toedoen van Perkamentus ontsnapt Harry nipt aan de dood, en nu gaat de strijd tussen Perkamentus en Voldemort. Perkamentus weet Voldemort af te schudden door hem in een cocon van glasachtig materiaal te omwikkelen. Wanneer Voldemort dreigt te verliezen, verdwijnt hij en kruipt hij in het lichaam van Harry. Door de mond van Harry zegt hij dat Perkamentus Harry zal moeten vermoorden om hem uit te schakelen. Voldemorts plan is van korte duur wanneer hij uit Harry's lichaam wordt verdreven door de intense liefde die Harry bezit. De Minister van Toverkunst verschijnt samen met andere tovenaars ter plekke, en zij zien in dat Voldemort echt is teruggekeerd.

### De Slag bij de Astronomietoren
Voldemort heeft zijn Dooddoeners opnieuw verzameld, de Reuzen aan zijn zijde gekregen en de Dementors zorgen voor een continu bedrukte stemming. De Tovenaarsgemeenschap en de Dreuzelwereld lijken steeds meer naar elkaar toe te groeien omdat Voldemort geen onderscheid maakt in zijn slachtoffers. Terwijl Perkamentus zich verdiept in de Gruzielementen en daar Harry in mee laat denken, heeft Voldemort een ander duivels plan bedacht. Om wraak te nemen op Lucius Malfidus, geeft hij Draco Malfidus de opdracht om Albus Perkamentus te doden. Als hem dit niet lukt, zal dit vermoedelijk de dood van Draco betekenen. Omdat Narcissa Malfidus, de moeder van Draco, doodsangsten uitstaat, vraagt zij aan Severus Sneep om Draco te beschermen.
Draco's plan lijkt uiteindelijk te slagen en hij laat enkele Dooddoeners Zweinstein binnen via de door Draco zelf gerepareerde Verdwijnkast.
Perkamentus en Harry, die ondertussen denken een Gruzielement te hebben bemachtigd, haasten zich naar de school omdat het duistere teken boven het terrein zichtbaar is en komen aan bij de Astronomietoren. Wanneer Draco Malfidus boven komt, verlamt Perkamentus Harry (die onder zijn Onzichtbaarheidsmantel zit) om vervolgens ontwapend te worden door Malfidus. Malfidus zegt dat het zijn taak is Perkamentus te doden, wat hij geprobeerd heeft met de vervloekte ketting en de vergiftigde wijn. Ook heeft hij met behulp van twee identieke Verdwijnkasten Dooddoeners binnengelaten die nu beneden vechten met leden van de Orde van de Feniks. De ene Verdwijnkast was op Zweinstein, in de Kamer van Hoge Nood, de tweede in de winkel van Odius & Oorlof. Perkamentus vraagt hem over te lopen naar de goede kant, omdat hij niet gelooft dat Draco echt slecht is, maar voordat Malfidus kan beslissen arriveren er enkele Dooddoeners. Omdat Draco niet in staat is Perkamentus te vermoorden, doet Sneep dit met de Vloek des Doods. Door deze vloek sterft Perkamentus en door de schokgolf van de spreuk valt Perkamentus van de Astronomietoren af. Met hun missie volbracht vluchten Malfidus en Sneep.
Harry, die doordat Perkamentus dood is (en de toverspreuk dus is verbroken) weer kan bewegen, rent hen achterna en komt midden in het gevecht terecht. Hij sprint naar de uitgang van het kasteel, waar Hagrid de Dooddoeners probeert tegen te houden de poort te bereiken. Vanaf de poort kunnen de Dooddoeners namelijk Verdwijnselen dus dat proberen ze te voorkomen. Harry haalt Sneep in en ze duelleren. Sneep weet elke vloek van Harry te pareren, maar doet geen poging terug te vechten, waarop Harry hem "lafaard" noemt. Wanneer Harry de sectumsempra-spreuk probeert, onthult Sneep dat hij de Halfbloed Prins is. Sneep weet dan te ontsnappen, waarop Harry de rest op de hoogte brengt van Perkamentus' dood en Sneeps verraad. Professor Anderling neemt tijdelijk de leiding van de school op zich en terwijl de rest van de school net wakker wordt, zingt Felix de Feniks een klaaglied voor Perkamentus. Bill is zwaar toegetakeld tijdens het gevecht, en omdat hij door een weerwolf is aangevallen zal hij nooit meer de oude worden.

### Het gevecht in Klein Zanikem
In de zomer smeden Heer Voldemort en zijn Dooddoeners plannen om Harry te vermoorden terwijl hij verplaatst wordt vanuit zijn schuilplaats in Klein Zanikem naar een andere verblijfplaats. De Dooddoeners komen bijeen in het huis van de familie Malfidus, waar Severus Sneep Voldemort exact vertelt wanneer Harry het huis van zijn oom en tante aan de Ligusterlaan zal verlaten en hoe dat zal gebeuren.
Doordat de magische bescherming vervalt wanneer Harry 17 is, moeten hij en de Duffelingen zo snel mogelijk weg uit het huis aan de Ligusterlaan. Wanneer de Duffelingen verdwenen zijn, wacht Harry tot hij wordt opgehaald door de Orde van de Feniks. Alastor Dolleman, Hagrid, Bill Wemel, zijn aanstaande vrouw Fleur Delacour, Remus Lupos, zijn vrouw Nymphadora Tops, Romeo Wolkenveldt, Arthur Wemel, Fred, George, Ron, Hermelien, en Levenius Lorrebos zijn van de partij. Het blijkt dat het plan om Harry te verplaatsen is veranderd, want Verdwijnselen, het gebruik van Viavia's en het Haardrooster zijn door het Ministerie strafbaar gesteld. Het nieuwe plan van de Orde houdt in dat zes van de aanwezigen Wisseldrank moeten drinken en allemaal in Harry zullen veranderen, zodat er zeven Harry Potters zijn. Elk van de "Harry's" gaat op reis met een andere tovenaar, en ze gaan uit veiligheidsoverwegingen eerst allemaal naar een andere locatie, om Voldemort op een dwaalspoor te zetten. De Orde vermoedt dat Voldemort weet van de plannen om Harry weg te halen van de Ligusterlaan, dus alle denkbare veiligheidsmaatregelen zijn uit de kast gehaald. Alle zeven locaties zijn streng beveiligd, en het plan is dat zodra iedereen op zijn geplande bestemming is aangekomen, men door middel van een Viavia naar Het Nest zal reizen, het huis van de Familie Wemel.
Al snel blijkt dat Voldemort inderdaad op de hoogte was van de plannen, en Harry en de anderen worden terwijl ze naar de verschillende schuilplaatsen vliegen aangevallen door Voldemort en de Dooddoeners. Harry, die samen met Hagrid op de oude motorfiets van Sirius Zwarts reist, verliest zijn uil Hedwig in het gevecht wanneer ze geraakt wordt door een vloek. Tijdens de reis wordt Alastor Dolleman gedood en stort ter aarde en verliest George Wemel een oor.

### De val van het Ministerie
Voldemort slaagde erin om de volledige macht over het Ministerie van Toverkunst te krijgen. Dit gebeurde in alle stilte, zodat haast niemand er iets van zou merken. De toenmalige minister, Rufus Schobbejak, werd na marteling door de Cruciatusvloek vermoord omdat hij geen informatie wilde prijsgeven over de schuilplaats van Harry, Ron en Hermelien. Tijdens de moord verkeerden talloze medewerkers van het Ministerie onder de Imperiusvloek, inclusief het hoofd van de afdeling Magische Wetshandhaving: Pius Dikkers. Hij was de zogenaamde marionet-minister van Voldemort die de boel draaiende moest houden na Schobbejaks dood. Wanneer de Dooddoeners precies binnenvielen is niet bekend, maar onder andere Jeegers, Totelaer en Zagrijn waren geïnfiltreerd en werden medewerkers in het nieuwe regime. Zij waren het ook die een Taboe op Voldemorts naam zette, om potentiële vijanden op te sporen en angst om de naam in het land te verspreiden: wanneer iemand de naam "Voldemort" uitsprak, ging er direct een luchtalarm af en snelden de Dooddoeners naar de locatie.
De Orde van de Feniks werd geïnformeerd over de val door middel van de Patronus van Romeo Wolkenveldt tijdens het huwelijk van Bill en Fleur in Het Nest. Na de aankondiging arriveerden er vrijwel meteen verschillende Dooddoeners die het feest abrupt verstoorden. Harry, Ron en Hermelien wisten op tijd te vluchten door te Verdwijnselen. Door de Taboe rond Voldemort onbewust te verbreken achtervolgden enkele Dooddoeners hen. Na een kort gevecht wisten ze opnieuw te ontkomen en hielden ze zich schuil in Grimboudplein 12.
In tussentijd controleerden de Dooddoeners alle plaatsen die een verband hielden met de Orde. Zo werd Het Nest doorzocht en Dedalus Diggels huis in brand gestoken. Ted en Andromeda Tops werden gemarteld over de schuilplaats van Harry, Ron en Hermelien. Verder startten ze een Registratiecommissie op om Dreuzeltelgen gevangen te nemen, en namen ze ook de macht over Zweinstein.

### De infiltratie van het Ministerie
Harry, Ron en Hermelien infiltreerden het Ministerie van Toverkunst, dat al onder leiding stond van Heer Voldemort en zijn Dooddoeners. Op het Ministerie zou het medaillon van Zwadderich liggen, ergens in de buurt van Dorothea Omber, die het kocht van Levenius Lorrebos. Om dit te bemachtigen vermomde het drietal zich (met behulp van Wisseldrank) in drie medewerkers van het Ministerie. Harry slaagde erin het medaillon van Omber te stelen en ook het magische oog van de overleden Dwaaloog Dolleman te bemachtigen. Bij de ontsnapping uit het Ministerie namen ze een groep "terechtgestelde" Dreuzeltelgen met zich mee, die later op eigen houtje wist te ontkomen. Harry, Ron en Hermelien konden ook ontsnappen, maar de toegang tot Grimboudplein 12 was niet langer magisch beschermd, nadat Jeegers Hermeliens arm beet greep bij het Verdwijnselen, en zodoende een glimp opving van de voordeur van het huis.

### De aanval in Goderics Eind
Op kerstavond besloten Harry en Hermelien een bezoek te brengen aan Goderics Eind, de plaats waar Harry's ouders woonden en om het leven zijn gekomen. Ze bezochten er de begraafplaats waar James en Lily Potter begraven liggen. De bedoeling was ook om erachter te komen of Mathilda Belladonna, een oude heks die vroeger contacten had met Harry's ouders en Albus Perkamentus, iets wist over het mysterieuze teken in De Vertelsels van Baker de Bard of over het zwaard van Griffoendor. Bij de ruïne van het huis van de Potters dook Belladonna plots zelf op en gebaarde dat ze haar moesten volgen naar haar huis. Daar aangekomen blijkt dat Belladonna iets wil laten zien aan Harry. Hermelien blijft alleen achter, terwijl Harry haar volgt naar de bovenverdieping.
Mathilda vroeg meteen of hij de echte Harry Potter was en na een instemmend antwoord voelde Harry zijn litteken weer branden. Vervolgens kwam hij tot de gruwelijke ontdekking dat Mathilda al een tijdje dood was en dat haar lichaam door Voldemorts slang, Nagini, werd bewoond. Nagini liet Voldemort weten dat Harry gevangen zit in Goderics Eind, terwijl Harry uit alle macht probeerde te ontkomen. Met de hulp van Hermelien lukte dit uiteindelijk en vlak nadat Voldemort arriveerde wisten ze op het laatste nippertje te Verdwijnselen. Tijdens hun gevecht met Nagini werd Harry's toverstok echter onherstelbaar vernield en moest Hermelien haar toverstok met hem delen. Ron wist van de Bloedhonden een toverstok mee te smokkelen, waardoor iedereen weer van een stok voorzien was.

### De hinderlaag in huize Leeflang
Kort nadat Ron zich terug bij Harry en Hermelien had gevoegd en het medaillon van Zwadderich werd vernietigd, komt Hermelien op het idee om Xenofilus Leeflang een bezoek te brengen en hem uit te vragen over het mysterieuze symbool in het boek van de De Vertelsels van Baker de Bard, op de grafsteen in Goderics Eind en als afdruk op Xenofilus' outfit op Bill en Fleurs bruiloft.
Na een lange discussie besluiten de drie om Leeflang toch op te zoeken in zijn huis. Daar vertelt Xenofilus hen over de legende van de Relieken van de Dood. De meningen over de legende zijn verdeeld, en Hermelien doet het verhaal af als een kinderverhaaltje, als onzin. Ze ontdekken dat de exemplaren van De Kibbelaar niet meer de vertrouwde informatie over de Orde van de Feniks bevat, maar de richtlijnen van het ministerie volgt. Dit komt doordat de Dooddoeners Loena Leeflang hebben gekidnapt en Xenofilus zich aan hun zijde schaarde om haar te beschermen. Ongemerkt lichtte Xenofilus de Dooddoeners in over Harry's komst, maar bij hun aankomst bij het huis ontploft de gigantische Erumpent-hoorn op de bovenverdieping. De Dooddoeners geloven dat het een hinderlaag is van Xenofilus, maar in werkelijkheid bevinden Harry, Ron en Hermelien zich wel degelijk in het huis. Het trio wist Leeflangs gedachten te modificeren en vervolgens te Verdwijnselen. Hierbij lieten ze Ron onder de Onzichtbaarheidsmantel schuilen, zodat de Dooddoeners hem niet zagen en dachten dat hij inderdaad thuis in zijn bed lag met smetbroei. Rons alibi en Harry's verschijning voor de Dooddoeners moesten Xenofilus en Loena beschermen tegen aanvallen.

### Gevangenschap in Villa Malfidus
Nadat Harry, Ron en Hermelien na verbreking van het Taboe werden gearresteerd door Bloedhonden, werden ze rond Pasen overgebracht naar Villa Malfidus. Andere gijzelaars waren Grijphaak en Daan Tomas en werden eveneens in de kelder van de villa opgesloten. Heer Voldemort verkeerde momenteel in het buitenland en moest eerst iets afhandelen voor hij naar de villa kon komen om Harry te vermoorden. Bellatrix van Detta, Lucius Malfidus en Peter Pippeling waren wel aanwezig en die eerste deed er alles aan om nuttige informatie te winnen door Hermelien te martelen met de Cruciatusvloek. Bellatrix wilde te weten komen hoe zij aan het zwaard van Griffoendor gekomen waren. Hermelien bleef volhouden dat het zwaard een kopie is en dat werd later ook ten onrechte en in Harry's opdracht bevestigd door Grijphaak. De anderen kwamen in de kelder weer in contact met Loena Leeflang en Olivander, die eerder werden gevangengenomen.
In de kelder maakte Harry gebruik van de tweewegspiegel, zonder te beseffen dat zijn hulp inderdaad beantwoord werd. Uit het niets verscheen Dobby de huis-elf en nam Olivander, Loena en Daan met zich mee door te Verdwijnselen. Voordat Dobby de rest ook kon meenemen, kwam Wormstaart de kelder binnen omdat het ploppende geluid van het Verdwijnselen duidelijk hoorbaar was in de villa. Harry en Ron konden Pippeling overmeesteren en tot hun grote verbazing wurgde hij zich ten slotte zelf met zijn zilveren hand die hij van Voldemort kreeg; hij moest zijn schuld jegens Harry immers nog aflossen. Harry en Ron wisten te ontsnappen uit de kelder en zich boven te wagen aan een gevecht om Hermelien te bevrijden uit de klauwen van Bellatrix. Dobby was intussen teruggekeerd en liet de gigantisch luster vallen om in te grijpen. Op het moment dat ze met Dobby wilden Verdwijnselen uit de villa gooide Bellatrix een mes in hun richting. Bij aankomst in de omgeving van De Schelp, bleek dat het mes Dobby's lichaam had doorboord. Hij sterft kort hierna en Harry bezorgde hem een laatste, zelfgegraven rustplaats nabij De Schelp.

### De inbraak in Goudgrijp
In De Schelp planden Harry, Ron en Hermelien de inbraak in de kluis van Van Detta in Goudgrijp, omdat ze vermoeden dat de beker van Huffelpuf, een Gruzielement, er verborgen zou kunnen liggen. Door middel van een stukje van Bellatrix' haar maakten ze Wisseldrank zodat Hermelien als Bellatrix ongehinderd de bank kon binnenstappen. Ron deed zich voor als een buitenlandse vriend van Bellatrix terwijl Harry en Grijphaak onder de Onzichtbaarheidsmantel bleven.
Dankzij Grijphaaks hulp konden ze enkele tovenaars en kobolds misleiden om zo in te breken in Bellatrix' kluis. Het goud in de kluis, met uitzondering van het Gruzielement vermenigvuldigde zich als het werd aangeraakt en was zo heet dat het verwondingen kon veroorzaken. Harry weet de beker te pakken te krijgen dankzij het zwaard van Griffoendor, dat Grijphaak later terug wist af te pakken. Met enkel de beker wisten ze te ontkomen aan de kobolden en tovenaars door de halfblinde draak die de kluis bewaakte te ontketenen en op diens rug verder en verder weg te vliegen.

### De Slag om Zweinstein
In mei besluit Harry Voldemort zelf op te zoeken. Die bevindt zich inmiddels in het Verboden Bos, omringd door Dooddoeners. Voordat Harry ze onder ogen komt besluit hij echter de Snaai te openen die hij van Perkamentus had geërfd. De magische steen, een van de Relieken, blijkt erin te zitten. Hij draait de steen drie keer om en wordt dan omringd door zijn moeder, zijn vader, Sirius Zwarts en Remus Lupos. Hij vraagt hen of het pijn doet om dood te gaan en wordt gerustgesteld.
Hagrid is vastgebonden aan een boom en overziet het geheel. Harry gaat tegenover Voldemort staan en die spreekt de Avada Kedavra-vloek uit. Hij denkt hiermee Harry gedood te hebben maar de vloek vernietigt enkel het in Harry aanwezige Gruzielement. Harry valt op de grond en komt terecht in een soort droom. Hij is op een station waar een wezen onder een stoel ligt - J.K. Rowling zegt later dat dat Voldemort zelf is - en Perkamentus legt hem uit wat hij moet doen om Voldemort voorgoed te vernietigen. Harry komt langzaam weer bij in het bos maar houdt zich dood, en Voldemort is ervan overtuigd dat hij dood is. Hagrid wordt door Voldemort gedwongen om Harry terug te dragen uit het Verboden Bos. De dooddoeners en Voldemort volgen, ervan overtuigd dat ze gewonnen hebben. Voldemort roept iedereen in Zweinstein te aanschouwen dat Harry dood is. Maar Marcel Lubbermans komt naar voren en weet Nagini te doden, het laatste Gruzielement. Molly Wemel doodt in een hevig gevecht Bellatrix van Detta. Wanneer Voldemort vervolgens dreigt Molly Wemel te doden grijpt Harry in en ziet iedereen dat hij nog leeft. Harry en Voldemort staan opnieuw tegenover elkaar, maar nu zijn er geen Gruzielementen meer over en is Voldemort dus sterfelijk.
Net zoals in deel vier spreken Voldemort en Harry tegelijkertijd respectievelijk de Avada Kedavravloek en de Expelliarmusspreuk uit. Omdat Voldemort echter niet de rechtmatige eigenaar is van de Zegevlier, kaatst de Doodsvloek terug op hemzelf, waardoor hij sterft. Voldemort is nu definitief verslagen. Harry neemt de Zegevlier mee. Hij gebruikt hem eenmaal, om zijn oude toverstok te repareren, maar besluit daarna om de Zegevlier terug te leggen in de witte tombe van de vorige eigenaar Albus Perkamentus, omdat de stok te gevaarlijk is. De dood van Heer Voldemort luidde tevens het einde in van de Tweede Tovenaarsoorlog.

## Trivia
Aangetekend moet worden, dat de term "Tweede Tovenaarsoorlog" niet als zodanig in de boeken voorkomt, maar eerder door de fans van de Harry Potterboeken tot stand is gekomen.